# Nosečnostna starost
Nosečnostna ali gestacijska starost je čas, ki je pretekel od zanositve. Z njo se opisuje časovni potek nosečnosti, od prvega dneva zadjega menstrualnega cikla do dneva določitve. Prvi dan zadnjega menstrualnega cikla nastopi približno dva tedna pred ovulacijo in približno tri tedne pred ugnezditvijo blastociste. Nosečnostna starost se običajno podaja v tednih; tedni se zaokrožajo dogovorno navzdol na vredost zadnjega dopolnjenega polnega tedna, na primer plod, star 25 tednov in 5 dni, se obravnava kot 25 tednov, ne 26 tednov, star plod.
Normalna nosečnost traja od 38 do 42 tednov.

## Določanje
Nosečnostna starost se lahko določi na različne načine:
- neposreden izračun dnevov od zadnje menstruacije
- primerjava z ultrazvočnim pregledom določene velikosti zarodka oziroma ploda z referenčnimi vrednostmi; če se tako določena vrednost nosečnostne starosti razlikuje od izračunane starosti glede na zgornji neposrednji izračun, se upošteva starost, določena z ultrazvočnim pregledom
- v primeru oploditve in vitro se lahko nosečnostna starost izračuna tako, da se obdobju od odvzema jajčeca oziroma koinkubacije prišteje 14 dni;[5] ta način izračuna prevlada nad zgornjima načinoma.

## Primerjava s fertilizacijsko starostjo
Fertilizacijska starost je čas, pretekel od oploditve in se dogovorno izračuna tako, da se nosečnostni starosti odvzame 14 dni, ali obratno.